# Världsarv i Tyskland
( = Kulturarv,  = Naturarv)

I Tyskland finns idag (juni 2013) 38 världsarv, vilka utsetts av FN-organet Unescos världsarvskommitté. Tyskland kommer därmed på femte plats när det gäller antal världsarv. Tysklands fick sitt första världsarv 1978: Aachens domkyrka. Av de 38 världsarven är 35 kulturarv och 3 naturarv. 2004 blev Tyskland det första landet i Europa som fick ett objekt struket från världsarvslistan.

## Tyskland och världsarvskonventionen
Förbundsrepubliken Tyskland ratificerade under världsarvskonventionen den 23 augusti 1976. Det nu forna Östtyskland gjorde detsamma först den 12 december 1988.
Det övergripande ansvaret för världsarven har Tysklands förbundsländer och deras berörda myndigheter.
Innan en nominering kan göras måste en förhandslista (eller förslagslista på världsarv) tas fram. Då det är förbundsländerna som har huvudansvaret för världsarven arbetas listan fram i samarbete mellan den myndighet/de myndigheter som ansvarar för skydd och underhåll av världsarven i respektive delstat. På Tysklands Kultusministerkonferenz (KMK) där förbundsländernas kulturansvariga ministrar möts fastställs sedan förhandslistan. Denna preliminära förslagslista ligger sedan till grund för Tysklands framtida nomineringar.
En färdig nominering går sedan från förbundsländernas myndigheter via Auswärtiges Amt (Tysklands motsvarighet till svenska UD) till Världsarvskommittén för beslut.
Tyskland har suttit med i världsarvskommittén 1976-1978, 1980-1987 och 1991-1997 och hade 1995-1996 ordförandeposten. 
För närvarande deltar Tyskland som observatör i kommitténs möten. Den tyska delegationen leds av Auswärtiges Amt. KMK utser en gemensam delegat som representerar landet i kulturella frågor på kommitténs möten.
Tyska Unescorådet, är en medlare för den utländska kulturpolitiken som ger råd till den federala regeringen och andra organ vad gäller frågor inom Unescos område. Det tyska Unescorådet bidrar till genomförandet av världsarvskonventionen i Tyskland och arbetar i nära samarbete med alla relevanta organ för världsarvet.

## Världsarvsdagen
I Tyskland har man sedan 2006 firat Världsarvsdagen. Denna har instiftats på initiativ av Tyska Unescorådet och UNESCO-Welterbestätten Deutschland e. V och hålls årligen första söndagen i juni med olika evenemang vid världsarven.

## Turism
Under tiden då Elbes dalgång i Dresden hotades av brobygget hävdades det att förlusten av dess världsarvsstatus inte skulle innebära några betydande nedgångar av turismen för kommunen. Vissa webbplatser såsom Stralsunds och Wismars historiska centrum samt Klosterön Reichenau har dock haft en betydande ökning av antalet besökare.

## Nationellt investeringsprogram för Världsarven
Förbundsmyndigheten för Transport, Byggande och Stadsplanering har ett Nationellt investeringsprogram för världsarven.
I början av 2009 i samband med Konjunkturpaket I togs finansieringen fram. I paketet finns 2009-2014 totalt 220 miljoner Euro avsatta till de 33 världsarven.
Pengarna som är avsatta ska gå till investeringar och konceptionella åtgärder vad gäller bevarande, restaurering och vidareutveckling av världsarven. Detta inkluderar restaurering av slott, fästningar, enskilda byggnader, industriarv och landskapsparker i världsklass men också genomförande av stadsutveckling i dess omgivning samt arbete med turistmässiga kontrollsystem. Ett annat mål för investeringsprogrammet är att öka det tekniska utbytet mellan världsarven. Valet av stödberättigade projekt under 2009 och 2010 gjordes på rekommendation av en oberoende expertkommitté.
Kriterierna utgick ifrån:
1. Stadsbyggande (stadsutvecklingspolitisk betydelse, stadsbildsmässig påverkan, arkitektonisk kvalitet)
2. Världsarvets bevarande (restaureringsåtgärder, reversibilitet och kompatibilitet)
3. Andra aspekter (brådskande, genomförbarhet, hållbar användning, förebild, dess innovativa karaktär, energimässiga aspekter, konjunkturmässig effekt)

Medlen för investeringsprogrammet hanteras av Förbundsministeriet för transport, byggande och stadsplanering och har delats ut till fler än 200 projekt.

## De 38 världsarven i Tyskland
| År   | Bild | Namn                                                                | Förbundsland           | Typ (kriterier)    | Beskrivning                                                 |
| ---- | ---- | ------------------------------------------------------------------- | ---------------------- | ------------------ | ----------------------------------------------------------- |
| 1978 |      | Aachens domkyrka                                                    | Nordrhein-Westfalen    | K (i, ii, iv, vi)  | Kröningskyrka för 30 tyska kungar.                          |
| 1981 |      | Speyers domkyrka                                                    | Rheinland-Pfalz        | K (ii)             | Största kvarvarande romanska kyrkan i världen.              |
| 1981 |      | Residenset i Würzburg                                               | Bayern                 | K (i, iv)          | Är ett av de främsta exemplen på tysk barock                |
| 1983 |      | Vallfartskyrkan i Wies                                              | Bayern                 | K (i, iii)         | Höjdpunkten av bayerska rokokon.                            |
| 1984 |      | Slotten Augustusburg och Falkenlust                                 | Nordrhein-Westfalen    | K (ii, iv)         | Bland de tidigaste exemplen på rokokoarkitektur i Tyskland. |
| 1984 |      | Hildesheims domkyrka och Mikaeliskyrkan                             | Niedersachsen          | K (i, ii, iii)     | Romansk domkyrka från 1000-talet.                           |
| 1986 |      | Romerska monument, Triers domkyrka och Liebfrauenkyrkan i Trier     | Rheinland-Pfalz        | K (i, iii, iv, vi) | Monumentala byggnader i Tysklands äldsta stad.              |
| 1986 |      | Hansestaden Lübeck                                                  | Schleswig-Holstein     | K (iv)             | Hansans huvudstad                                           |
| 1990 |      | Palats och parker i Potsdam och Berlin                              | Berlin                 | K (i, ii, iv)      |                                                             |
| 1990 |      | Palats och parker i Potsdam och Berlin                              | Brandenburg            | K (i, ii, iv)      |                                                             |
| 1991 |      | Klostret i Lorsch                                                   | Hessen                 | K (iii, iv)        |                                                             |
| 1992 |      | Rammelsbergsgruvan, gamla staden i Goslar och Oberharz vattenregale | Niedersachsen          | K (i, ii, iii, iv) |                                                             |
| 1993 |      | Staden Bamberg                                                      | Bayern                 | K (ii, iv)         |                                                             |
| 1993 |      | Klostret Maulbronn                                                  | Baden-Württemberg      | K (ii, iv)         |                                                             |
| 1994 |      | Kollegiatskyrkan, slottet och historiska stadskärnan i Quedlinburg  | Sachsen-Anhalt         | K (iv)             |                                                             |
| 1994 |      | Völklingens järnverk                                                | Saarland               | K (ii, iv)         |                                                             |
| 1995 |      | Messels gruva                                                       | Hessen                 | N (viii)           |                                                             |
| 1996 |      | Kölnerdomen                                                         | Nordrhein-Westfalen    | K (i, ii, iv)      |                                                             |
| 1996 |      | Bauhaus och dess platser i Weimar och Dessau                        | Thüringen              | K (ii, iv, vi)     |                                                             |
| 1996 |      | Luthers minnesmärken i Eisleben och Wittenberg                      | Thüringen              | K (iv, vi)         |                                                             |
| 1998 |      | Klassiska Weimar                                                    | Thüringen              | K (iii, vi)        |                                                             |
| 1999 |      | Museumsinsel i Berlin                                               | Berlin                 | K (ii, iv)         |                                                             |
| 1999 |      | Wartburg                                                            | Thüringen              | K (iii, vi)        |                                                             |
| 2000 |      | Trädgårdsområdet Dessau-Wörlitz                                     | Sachsen-Anhalt         | K (ii, iv)         |                                                             |
| 2000 |      | Klosterön Reichenau                                                 | Baden-Württemberg      | K (iii, iv, vi)    |                                                             |
| 2001 |      | Zeche Zollverein und Kokerei Zollverein in Essen                    | Nordrhein-Westfalen    | K (ii, iv)         |                                                             |
| 2002 |      | Övre Mittelhreins dalgång                                           | Hessen                 | K (ii, iv, v)      |                                                             |
| 2002 |      | Övre Mittelhreins dalgång                                           | Rheinland-Pfalz        | K (ii, iv, v)      |                                                             |
| 2002 |      | Stralsunds och Wismars historiska centrum                           | Mecklenburg-Vorpommern | K (ii, iv)         |                                                             |
| 2004 |      | Rådhuset och Rolandstatyn i Bremen                                  | Bremen                 | K (iii, iv, vi)    |                                                             |
| 2004 |      | Muskauparken                                                        | Sachsen                | K (i, iv)          |                                                             |
| 2005 |      | Limes i övre Germanien och Raetien                                  | Baden-Württemberg      | K (ii, iii, iv)    |                                                             |
| 2005 |      | Limes i övre Germanien och Raetien                                  | Bayern                 | K (ii, iii, iv)    |                                                             |
| 2005 |      | Limes i övre Germanien och Raetien                                  | Hessen                 | K (ii, iii, iv)    |                                                             |
| 2005 |      | Limes i övre Germanien och Raetien                                  | Rheinland-Pfalz        | K (ii, iii, iv)    |                                                             |
| 2006 |      | Gamla stan i Regensburg med Stadtamhof                              | Bayern                 | K (ii, iii, iv)    |                                                             |
| 2008 |      | Berlins modernistiska bostadsområden                                | Berlin                 | K (ii, iv)         |                                                             |
| 2009 |      | Vadehavet - Nationalpark Schleswig-Holsteinisches Wattenmeer        | Schleswig-Holstein     | K (viii, ix, x)    |                                                             |
| 2009 |      | Vadehavet - Nationalpark Niedersächsisches Wattenmeer               | Niedersachsen          | K (viii)(ix)(x)    |                                                             |
| 2011 |      | Bokurskogarna i Karpaterna och Tyskland                             | flera                  |                    |                                                             |
| 2011 |      | Fagusverken                                                         | Niedersachsen          |                    |                                                             |
| 2011 |      | Förhistoriska pålhus i Alperna                                      | Baden-Württemberg      |                    |                                                             |
| 2012 |      | Markgräfliches Opernhaus i Bayreuth                                 | Bayern                 |                    |                                                             |
| 2013 |      | Bergpark Wilhelmshöhe                                               | Hessen                 |                    |                                                             |

## Kandidater
- Heidelbergs slottsruin
- Schwetzingens slott
- Kloster och slottet i Corvey
- Skolor instiftade av pedagogen August Hermann Francke i Halle (Saale)
- Domkyrkan i Naumburg an der Saale
- Gruvdriftsregion Erzgebirge (delvis i Tjeckien)
- Speicherstadt i Hamburg
- 2 hus av Le Corbusier i Stuttgart

## Objekt som förlorat sin status som världsarv
- Elbes dalgång i Dresden